# Giovannie and the Hired Guns
Giovannie and the Hired Guns (englisch Giovannie und die Auftragsmörder) ist eine US-amerikanische Rock-Band aus Stephenville, Texas.

## Geschichte
Der aus Nordtexas stammende Sänger Giovannie Yanez begann als Jugendlicher in lokalen Kneipen aufzutreten. Nachdem er zunächst in einem Steinbruch gearbeitet hatte, zog er später nach Stephenville und jobbte bei einem Pfandleiher, wo er den Schlagzeuger Milton Toles kennen lernte. Komplettiert wurde die erste Bandbesetzung durch die Gitarristen Chance Bannister und Adam Urbanczyk sowie den Bassisten Alex Trejo. Am 25. August 2017 veröffentlichte die Band im Selbstverlag ihr Debütalbum Bad Habits, das von Taylor Kimball produziert wurde. Zwei Jahre später eröffnete die Band vor 36.000 Zuschauer für Jason Aldean in Arlington. Am 29. Mai 2020 folgte das ebenfalls von Taylor Kimball produzierte, selbst betitelte zweite Studioalbum. Kurz nach der Veröffentlichung verließen Chance Bannister und Adam Urbanczyk die Band und wurden durch Jerrod Flusche und Carlos Villa ersetzt. Im Sommer 2022 spielte die Band auf den Festivals Louder Than Life und Welcome to Rockville und wurde von Warner Music Nashville unter Vertrag genommen. Das dritte Album Tejano Punk Boys erschien am 28. Oktober 2022 und wurde ein weiteres Mal von Taylor Kimball produziert. Die Single Ramon Ayala erreichte Platz eins der Billboard Active Rock Radio Charts. Bei den iHeartRadio Music Awards 2023 wurde die Band in der Kategorie Best New Artist (Alternative & Rock) ausgezeichnet und spielte bei der Preisverleihung das Lied Ramon Ayala.

## Stil
Marcy Donelson vom Onlinemagazin Allmusic beschrieb die Musik der Band als einen Sound, der bei allem auf Southern Rock, Alternative Rock, Metal, Latin Hip-Hop und Norteña zurückgreift. Während die Texte auf den ersten beiden Alben noch komplett in Englisch verfasst waren, verwendete die Band auf Tejano Punk Boys erstmals Spanisch.

## Diskografie
Alben
- 2017: Bad Habits (Selbstverlag)
- 2020: Giovannie and the Hired Guns (Selbstverlag)
- 2022: Tejano Punk Boys (Warner Music Group)
- 2025: Quitter (Warner Music Group)

Musikvideos
- 2018: Another Time
- 2019: Lover Boy
- 2021: Ramon Ayala
- 2022: Can’t Answer Why
- 2022: Ramon Ayala (feat. Bo Bundy)
- 2022: I Don’t Mind
- 2022: Calling You Tonight
- 2022: Overrated

## Musikpreise
| Jahr | Kategorie                            | für                          | Resultat |
| ---- | ------------------------------------ | ---------------------------- | -------- |
| 2023 | Best New Artist (Alternative & Rock) | Giovannie and the Hired Guns | Gewonnen |